# 小叶蓝钟花
小叶蓝钟花（学名：Cyananthus microphyllus）为桔梗科蓝钟花属的植物。分布在印度、尼泊尔以及中国大陆的西藏等地，生长于海拔3,300米至4,300米的地区，一般生长在山坡，目前尚未由人工引种栽培。